# Ameromyia hirsuta
Ameromyia hirsuta är en insektsart som beskrevs av Navás 1914. Ameromyia hirsuta ingår i släktet Ameromyia och familjen myrlejonsländor. Inga underarter finns listade i Catalogue of Life.